# Lantana horrida
Lantana horrida е вид цъфтящо растение от семейство Върбинкови (Verbenaceae).

## Разпространение и местообитание
Среща се в Мексико и Западна Индия до субтропична Южна Америка. Вирее в различни местообитания, включително тропическа савана, гора, планина, храсталак и пасища.